# 용봉초등학교 (전북)
용봉초등학교는 대한민국 전북특별자치도 완주군 봉동읍 구만리에 있는 공립 초등학교이다.

## 학교 연혁
- 1949.09.01 용봉국민학교 개교
- 1982.03.01 병설유치원 개원
- 1996.03.01 용봉초등학교로 개칭
- 2023.03.01 제20대 김현주 교장 부임
- 2025.01.06 제76회 졸업 33명(총 6,817명)
- 2025.02.28 병설유치원 폐원
- 2025.03.01 초등학교 14학급(특수 1학급) 편성

## 학교 상징
- 교목 : 히말라야시다 - 상록 침엽 교목으로 높이는 40-50m까지 자라고, 수피는 회갈색 잎은 총생, 호생, 바늘형으로 진한 녹색을 띄며, 10월에 꽃이 피는 수형이 아름다운 정원수임. 목재가 튼튼해 건축재료로 사용되며, 눈바람에도 늘 푸르른 잎을 지녀 강직함과 기개를 상징함
- 교화 : 장미 - 쌍떡잎식물 장미과에 속하는 식물의 총칭으로 흰색, 붉은색, 노란색 등 품종에 따라 형태, 모양, 색이 매우 다양함. 약 7000종 이상이 현존하고 해마다 200종 이상의 새 품종이 개발되고 있으며 관상용으로 주로 재배하나 향수를 얻기 위해 재배하기도 함
- 교조 : 까치 - 몸길이 46cm, 날개 길이 19-22cm, 봄에 갈색 얼룩이 있는 연한 녹색 알을 5~6개 낳는 소규모 무리생활을 하는 텃새임. 조상들은 까치를 칠석날 오작교를 놓아 견우직녀를 돕는 고마운 새이며 설날 아침에 울면 그해는 운수대통이라 하여 길조로 여겼다고 함

## 참고 자료
- 용봉초등학교 - 한국교육학술정보원 학교알리미